# RAS Records
RAS Records, aussi connu sous le nom de Real Authentic Sound, est un label discographique de reggae basé à Washington, aux États-Unis. Il est fondé en 1979 par Doctor Dread.

## Histoire
RAS Records est fondé en 1979 par Doctor Dread,. Au cours de ses voyages en Jamaïque, il crée un réseau au sein de la communauté des artistes reggae de ce pays. Entre le début et le milieu des années 1980, RAS signe des artistes tels que Black Uhuru, Inner Circle, Culture, Junior Reid, Yellowman, et Freddie McGregor. Ils permettent à RAS de se développer considérablement dans le monde entier. Le label a également signé des artistes tels que Luciano, The Wailers Band, Sizzla et Tony Rebel.

## Récompenses
Au fil des ans, plusieurs artistes de RAS ont été nommés pour un Grammy Award. En 1996, Bunny Wailer a reçu un prix pour son album hommage, Hall of Fame : A Tribute to Bob Marley's 50th Anniversary.